# K-teoria
Em matemática, a teoria K originou-se como o estudo de um anel gerado por fibrados vetoriais sobre um espaço topológico ou esquema. Na topologia algébrica, é uma teoria de co-homologia extraordinária conhecida como K-teoria topológica. Na álgebra e geometria algébrica, ela é conhecida como K-teoria algébrica. A teoria K tem também algumas aplicações em álgebras de operadores. Ela conduz à construção de famílias de K-functores, que contêm informação útil, mas muitas vezes difícil de calcular.
Na física, a teoria K e, em especial na teoria K trançada (também chamada de teoria K com coeficientes locais) têm aparecido na teoria das cordas Tipo II, onde foi onde foi conjecturado que elas classificam D-branas,  intensidade de campo Ramond-Ramond e também alguns espinores sobre variedades complexas generalizadas.